# Signy-le-Petit
Signy-le-Petit är en kommun i departementet Ardennes i regionen Grand Est (tidigare regionen Champagne-Ardenne) i nordöstra Frankrike. Kommunen ligger  i kantonen Signy-le-Petit som ligger i arrondissementet Charleville-Mézières. År 2022 hade Signy-le-Petit 1 219 invånare.

## Befolkningsutveckling
Antalet invånare i kommunen Signy-le-Petit
Referens: INSEE

## Galleri

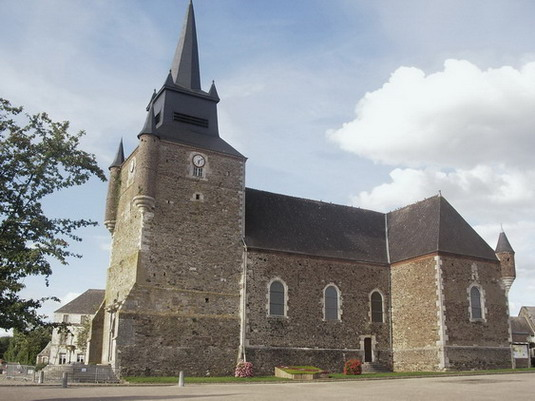
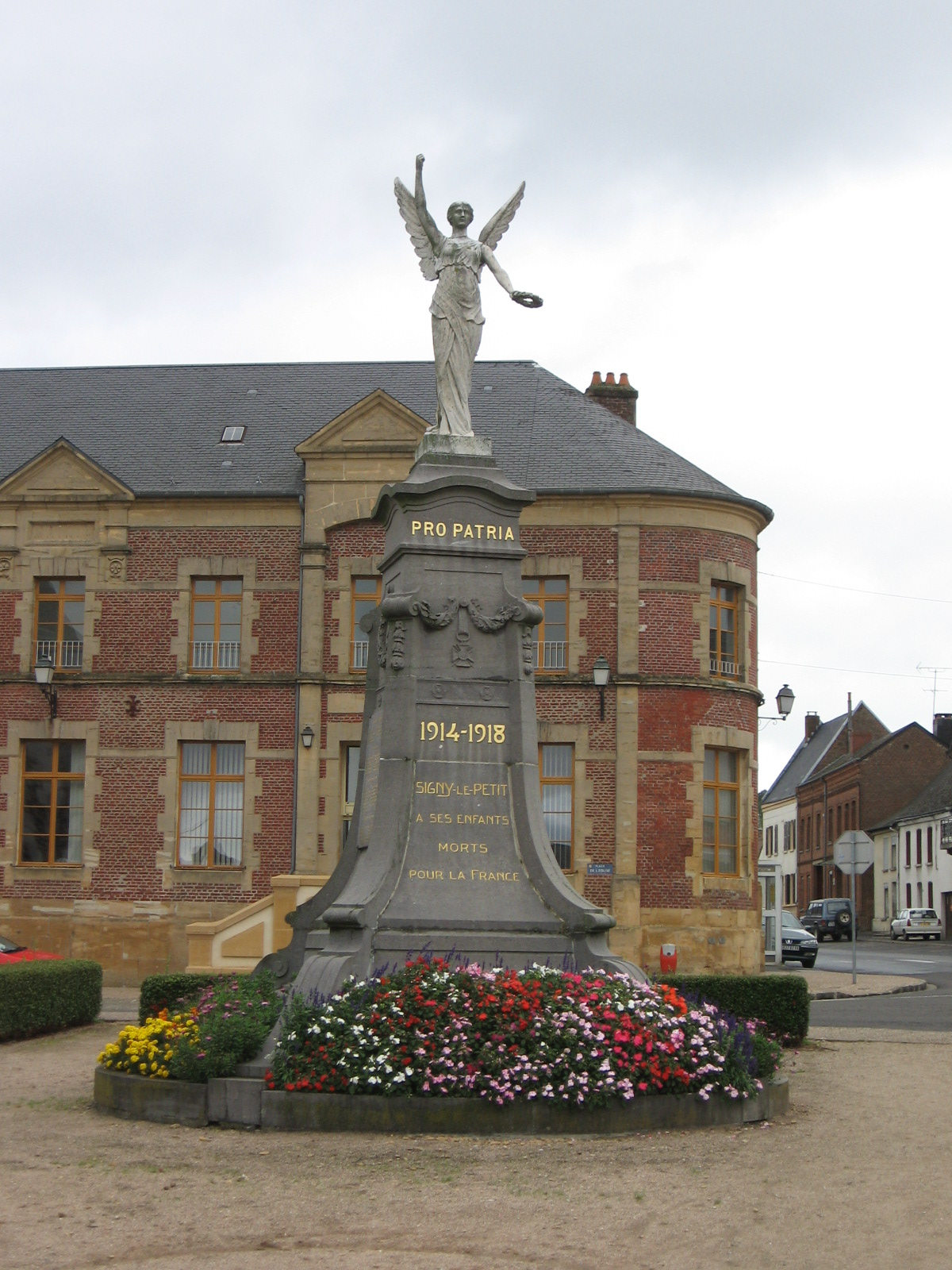